# Oliver Podhorín
Oliver Podhorín (Michalovce, 6 luglio 1992) è un calciatore slovacco, difensore del Skalica.

## Carriera
Ha giocato nella massima serie slovacca.

## Palmarès

### Club

#### Competizioni nazionali
- 2. Liga: 1

Zemplín Michalovce: 2014-2015